# Maximum maximorum
Expresie provenită din limba latină, care desemnează nu doar un maxim local, conjunctural, ci unul absolut, neexistând o altă valoare într-o anumită serie dată care să fie deasupra sau, cel puțin, la nivelul acelui maxim maximorum.
Din punct de vedere matematic maximum maximorum, maximul cel mai ridicat posibil, este total opus unui minim absolut, neconjunctural, care este denumit, conform limbii latine, minimum minimorum.
Cele două noțiuni extreme minimum minimorum și maximum maximorum au fost folosite în matematică, mai exact în analiza matematică, la studiul punctelor extreme ale graficelor funcțiilor. Mai apoi, aceste două noțiuni au căpătat și alte conotații, fiind curent folosite pentru a desemna, la modul general, exact ceea ce semnifică în latină, valori extreme, fie foarte scăzute, fie foarte ridicate.

## Aflarea punctelor maximum maximorum în analiza matematică
Pentru aflarea punctelor de maxim (respectiv ale celor de minim) ale unei funcții se folosesc derivatele, mai exact, zerourile primei derivate, care reprezintă punctele de maxim respectiv minim local. 

### Puncte demaxim maximorumale funcțiilor elementare

#### Funcția de gradul întâi
Forma cea mai generală algebrică a unei funcții de gradul întâi este dată de un polinom de gradul întâi, în care "x" reprezintă variabila independentă, "y" reprezintă variabila dependentă, iar "a" și "b" sunt coeficienți, numere reale, cu condiția ca a să fie nenul.  Graficul funcției de gradul întâi este o dreptă, care poate avea orice orientare în spațiu:
- dacă y = ax + b , unde a și b sunt numere reale, iar a nu este nul,
- atunci dy/dx = a

Prima derivată a funției de gradul întâi este o constantă, și anume chiar numărul real a.  Fiind o valoare constantă și nu o funcție, nu are zerouri. Ca atare, funcția de gradul întâi nu are nici o valoare extremă, și deci nici vreun punct de maxim, și nici maximum maximorum. 

#### Funcția de gradul doi
Forma cea mai generală algebrică a unei funcții de gradul doi este dată de un polinom de gradul doi, în care x reprezintă variabila independentă, y reprezintă variabila dependentă, iar a, b și c sunt coeficienți, numere reale, cu condiția ca a să fie nenul. Graficul funcției algebrice de gradul doi este o parabolă concavă sau convexă.
- y = ax2 + bx + c, unde a, b și c sunt numere reale și a nu este nul,
- dy/dx = 2ax + b
- aflarea zeroului funcției se reduce la rezolvarea ecuației 2ax + b = 0, ce are soluția x = - b/2a.

În funcție de valoarea zeroului primei derivate, - b/2a, funcția poate avea un punct de minim, respectiv de maxim. Chiar mai mult, acest punct fiind unic (întrucât derivata întâia este o funcție de gradul întâi), acesta este simultan și un punct de minimum minimorum (dacă parabola este concavă) și, respectiv, un punct de maximum maximorum (dacă parabola este convexă). Acest punct se află la "vârful" parabolei și are coordonatele x=-b/2a și y=c-b²/4a.